# M61 Vulcan
M61 Vulcan er en hydraulisk, elektrisk eller pneumatisk drevet, seks-løbs, luftkølet, elektrisk affyret Gatling-stil roterende kanon, som affyrer 20 mm × 102 mm (0,787 in × 4,016 in) skud med en ekstrem høj hastighed (typisk 6.000 skud i minuttet). M61 og dens derivater har været den vigtigste kanonbevæbning af USA's militære fastvingede fly i over tres år.
M61 blev oprindeligt produceret af General Electric. Efter adskillige fusioner og opkøb produceres den af General Dynamics fra 2000.
| Militær | Spire Denne artikel om militær er en spire som bør udbygges. Du er velkommen til at hjælpe Wikipedia ved at udvide den. |